# Château de Chevroz
Le château de Chevroz est un château protégé des monuments historiques, situé sur la commune de Chevroz dans le département français du Doubs.

## Localisation

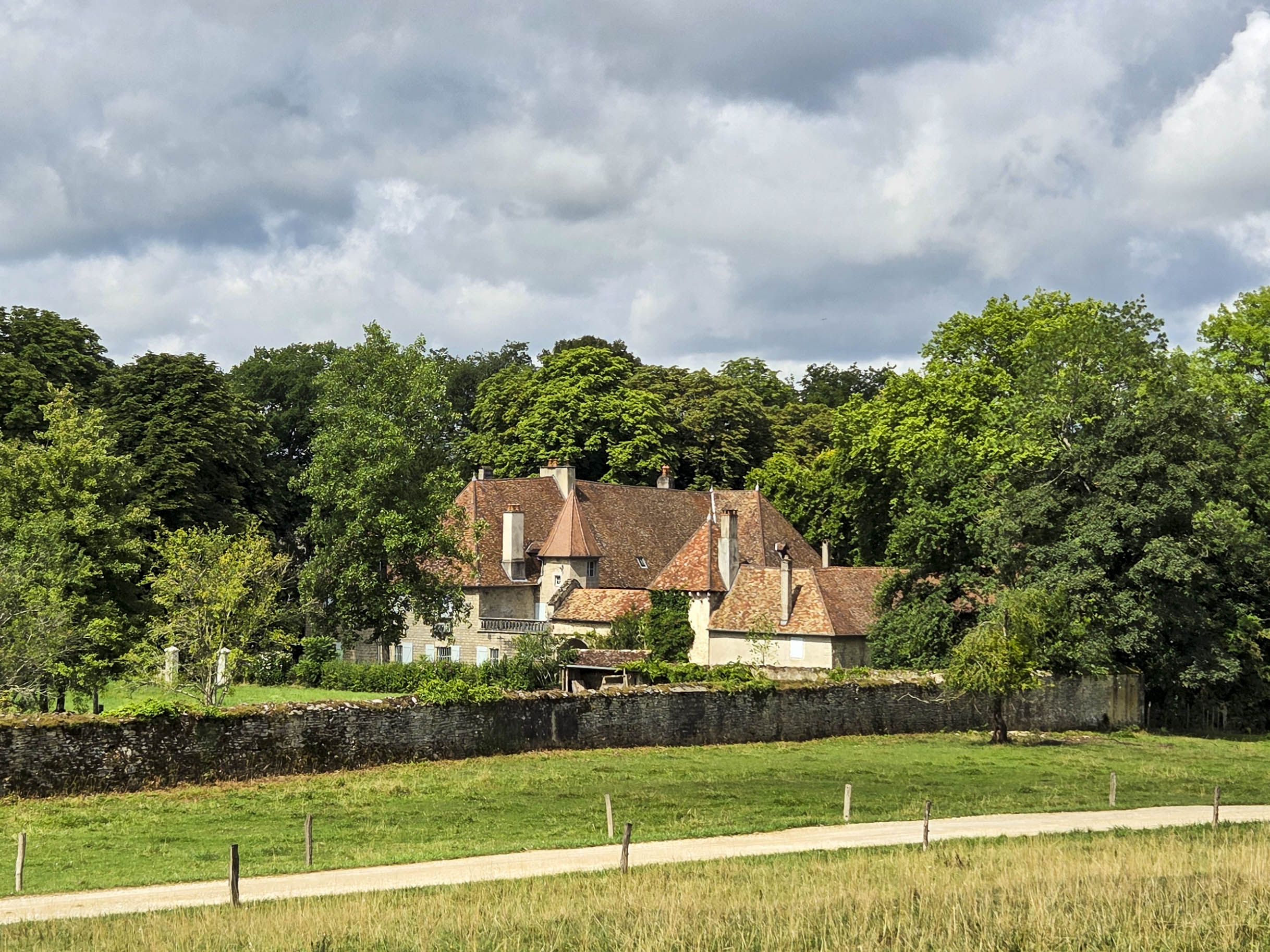

Le château est situé en bordure du village dans un méandre de l'Ognon.

## Histoire
Le château actuel a été construit au XVe ou XVIe siècle. La proximité de la rivière de l'Ognon et la présence d'un site archéologique, témoin d'édifices antérieurs laisse penser que le château protégeait un gué sur la rivière.
Certaines parties du château font l'objet d'une inscription au titre des monuments historiques depuis le  24 octobre 1988.

## Architecture
Le château est flanqué de quatre tours carrées à toit pyramidal. La façade sud ouvre sur un parc et un domaine de 400 hectares.